# Gerhard Körner
Gerhard Körner (Zwickau, 20 de setembro de 1941) é um ex-futebolista profissional e treinador alemão que atuava como meia, medalhista olímpico.

## Carreira
Gerhard Körner fez parte do elenco da Alemanha Oriental, bronze em 1964. Foi atleta e treinador do Hansa Rostock

## Ligações Externas
- Perfil na Sports Reference